# Veronika Kórsunova
Veronika Alexándrovna Kórsunova –en ruso, Вероника Александровна Корсунова– (Taganrog, 20 de abril de 1992) es una deportista rusa que compite en esquí acrobático. Ganó una medalla de plata en el Campeonato Mundial de Esquí Acrobático de 2013, en la prueba de salto aéreo.

## Medallero internacional
| Campeonato Mundial | Campeonato Mundial  | Campeonato Mundial | Campeonato Mundial |
| Año                | Lugar               | Medalla            | Competición        |
| ------------------ | ------------------- | ------------------ | ------------------ |
| 2013               | Oslo/Voss (Noruega) | Medalla de plata   | Salto aéreo        |